# 924
Năm 924 là một năm trong lịch Julius.

## Sinh
- 22 tháng 3-Đinh Tiên Hoàng Hoàng Đế sáng lập nhà Đinh tức 15 tháng 2 năm Giáp Thân (m. 979)